# Cataulacus hispidulus
Cataulacus hispidulus är en myrart som beskrevs av Smith 1865. Cataulacus hispidulus ingår i släktet Cataulacus och familjen myror. Inga underarter finns listade.